# Handelingen van Barnabas
De Handelingen van Barnabas is een laat-apocriefe tekst die dateert uit de vijfde eeuw. Het is een pseudepigrafisch geschrift dat in de tekst wordt toegeschreven aan Johannes Marcus. De feitelijke titel is   De reizen en het martelaarschap van de heilige apostel Barnabas. 
De kern van het verhaal is de prediking van Barnabas en Johannes Marcus op het eiland Cyprus in de eerste eeuw en het martelaarschap en dood van Barnabas.

## Handelingen van Barnabas
In het eerste deel van de tekst verhaalt Johannes Marcus zijn eigen bekering. Daarna worden de reizen verteld die Barnabas, Paulus en Johannes Marcus eerder maakten en die ook in de Handelingen van de Apostelen vermeld worden. Ook de onenigheid tussen Paulus en Barnabas over Johannes Marcus wordt vermeld. 
Barnabas en Johannes Marcus vertrekken met een schip uit Laodiceia. Na enig oponthoud wegens ongunstige windrichtingen komen zij in Cyprus aan. Zij krijgen huisvesting bij twee tempelbedienden. Een daarvan wordt ziek maar Barnabas weet hem te genezen. De periode daarna geneest Barnabas vele anderen in de omgeving door handoplegging en de kracht die hij daarvoor ontvangt uit een kopie van het evangelie van Matteus. Als zij verder trekken wordt het hen verboden de stad Lapithos binnen te gaan. Zij zijn gedwongen hun rust buiten de stadsmuren te nemen. Dit thema van geweigerde toegang tot een stad keert enkele malen in het verhaal terug. In een andere stad benoemt Barnabas Heraclides, een eerdere bekeerling van hem, tot bisschop van Cyprus en in Tamassos wordt een kerk gesticht. 
In Paphos wordt Barnabas herkend als een vroegere reisgezel van Paulus door een joodse man met de naam Bariesus. Dat is in het verhaal feitelijk Bar-Jezus die ook als een tovenaar in de Handelingen van de Apostelen voorkomt. Hij wordt de aartsvijand van Barnabas op Cyprus en stookt het joodse deel van de bevolking van het eiland op tegen Barnabas en Johannes Marcus. Als gevolg daarvan kunnen zij ook niet in Paphos verblijven. 
Nabij Kourion zien zij een processie van naakte mannen en vrouwen uit een tempel. Barnabas spreekt hier openlijk zijn afkeuring over uit met als gevolg dat een deel van de tempel ineenstort en een groot aantal mensen daarbij gedood of gewond raken. Na nog enige omzwervingen op het eiland en voortdurend gehinderd door Bar-Jezus en door hem gemobiliseerde groepen joden bereiken Barnabas en Johannes Marcus de stad Salamis. Zij ontmoeten daar weer Heraclides, de door Barnabas benoemde bisschop van Cyprus. Barnabas onderwijst hem hoe hij het evangelie moet prediken, kerken moet stichten en anderen voor die taken moet opleiden. 
Barnabas predikt onder meer bij een synagoge. Daar verschijnt Bar-Jezus met een menigte joden en tracht Barnabas over te dragen aan de Romeinse consul van Salamis. Na het ontvangen van het bericht dat een christelijke gezagsdrager op het punt staat op het eiland te arriveren besluit de menigte echter zelf actie te ondernemen. Bij de renbaan wordt Barnabas verbrand op een wijze dat zelfs "zijn beenderen tot as worden". De as wordt "verpakt in lood" en men is van plan dit later in zee te gooien. Johannes Marcus weet echter met enkele gelovigen de as te bemachtigen en die met de kopie van het evangelie van Matteus te begraven.
In het laatste deel van de tekst wordt beschreven dat Johannes Marcus en een aantal gelovigen erin slagen te ontsnappen naar Alexandrië, waar Johannes Marcus zijn prediking voortzet.

## Politieke context
De literaire stijl van de handelingen van Barnabas heeft meer gelijkenis met die van de canonieke Handelingen van de apostelen dan andere apocriefe handelingen. De reisbeschrijving heeft een systematisch karakter, de geografie van Cyprus wordt op correcte wijze beschreven. De auteur moet dan ook het eiland zelf goed gekend hebben. 
Een aantal auteurs op het vakgebied ziet het verhaal in de context van de strijd in de vijfde eeuw voor een zelfstandige Cypriotisch-Orthodoxe Kerk. De meerdere malen dat in de tekst van deze handelingen sprake is van stichting van kerken, benoeming van een bisschop, opleiden van andere kerkfunctionarissen zou de bedoeling hebben duidelijk te maken dat men op Cyprus in staat is zelf een kerk te organiseren en te leiden. Het beschreven reisschema van Barnabas langs de vermelde steden komt exact overeen met de plaatsen waar een bisschop gevestigd was. Op het Concilie van Efeze van 431 werd die kerk ook autocefaal verklaard. Dit besluit werd door de keizer Zeno in 475 bevestigd.